# Station Ebbsfleet International
Ebbsfleet International is een spoorwegstation van National Rail in Dartford, Engeland. Het station is eigendom van HS1 Ltd en wordt beheerd door London and Continental Railways. Het station is in dienst genomen op 19 november 2007, tegelijkertijd met de opening van High Speed 1, de eerste hogesnelheidslijn van Engeland.
Het station ligt 16 km buiten de grens van Londen, in de nabijheid van het winkelcentrum Bluewater. Station Northfleet ligt 400m ten noorden van Ebbsfleet International.

## Treinverbindingen
Vanaf Ebbsfleet International vertrekken de volgende verbindingen:

### Binnenlandse hogesnelheidstreinen
- 1x per uur Regionale hogesnelheidstrein Londen St Pancras - Stratford International - Ebbsfleet International - Ashford International - Folkestone West - Folkestone Central - Dover Priory
- 1x per uur Regionale hogesnelheidstrein Londen St Pancras - Stratford International - Ebbsfleet International - Ashford International - Canterbury West - Ramsgate - Broadstairs - Margate
- 2x per uur Regionale hogesnelheidstrein Londen St Pancras - Stratford International - Ebbsfleet International - Gravesend - Strood - Rochester - Chatham - Gillingham - Rainham - Sittingbourne -  Faversham

Een reis van Ebbsfleet International naar London St Pancras duurt ongeveer 15 minuten.
Tijdens de Olympische zomerspelen in 2012 stopte er elke 6 minuten een Olympic Javelin om bezoekers van de Spelen te vervoeren tussen Olympic Park in Stratford en Centraal-Londen.

### Internationale hogesnelheidstreinen
Internationale hogesnelheidstreinen stoppen niet meer in het station sinds 2020. Het station werd toen tijdelijk geschrapt uit het netwerk van Eurostar wegens de coronapandemie. Sindsdien zijn de diensten nog steeds niet opnieuw gestart omdat Eurostar naar bijkomstige moeilijkheden wijst zoals Brexit en de focus op winstgevendheid gezien het bedrijf bijna failliet was door de reisrestricties tijdens de lockdowns. De meest recente verwachting is dat Eurostar pas ten vroegste einde 2026 opnieuw zal stoppen in dit station. 

## Busverbindingen
| Lijn | Route                                                                                               | Exploitant      |
| ---- | --------------------------------------------------------------------------------------------------- | --------------- |
| B    | Temple Hill - Dartford - Darenth - Bluewater - Greenhithe - Swanscombe - Ebbsfleet Intl - Gravesend | Arriva Fastrack |
| 498  | Bluewater - Swanscombe - Ebbsfleet Intl - Northfleet - Gravesend                                    | Arriva          |
| 499  | Bluewater - Ebbsfleet Intl - Northfleet - Gravesend - Riverview Park                                | Arriva          |

## Fotogalerij

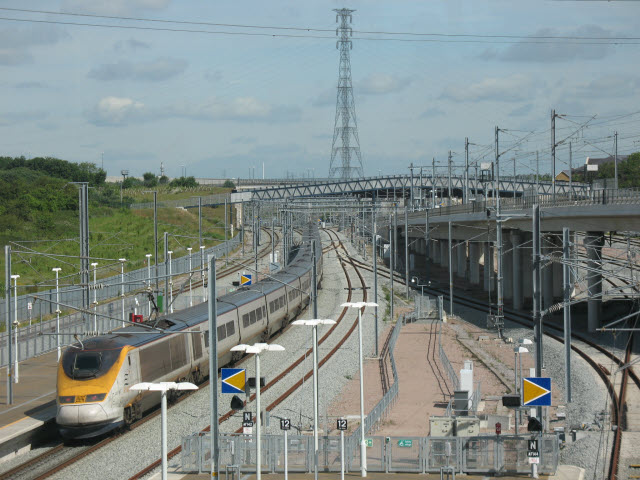
Een Eurostar trein door Ebbsfleet
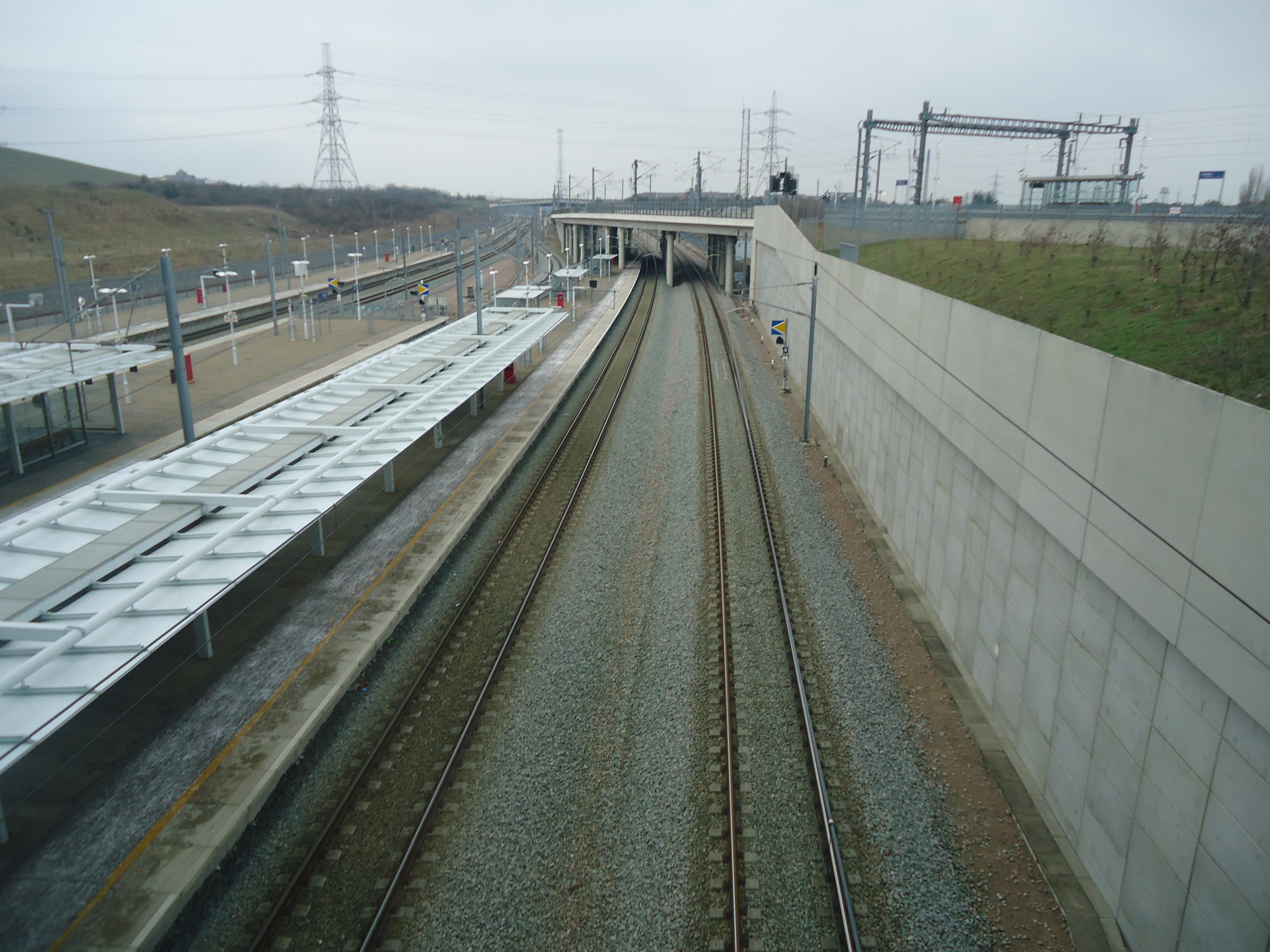
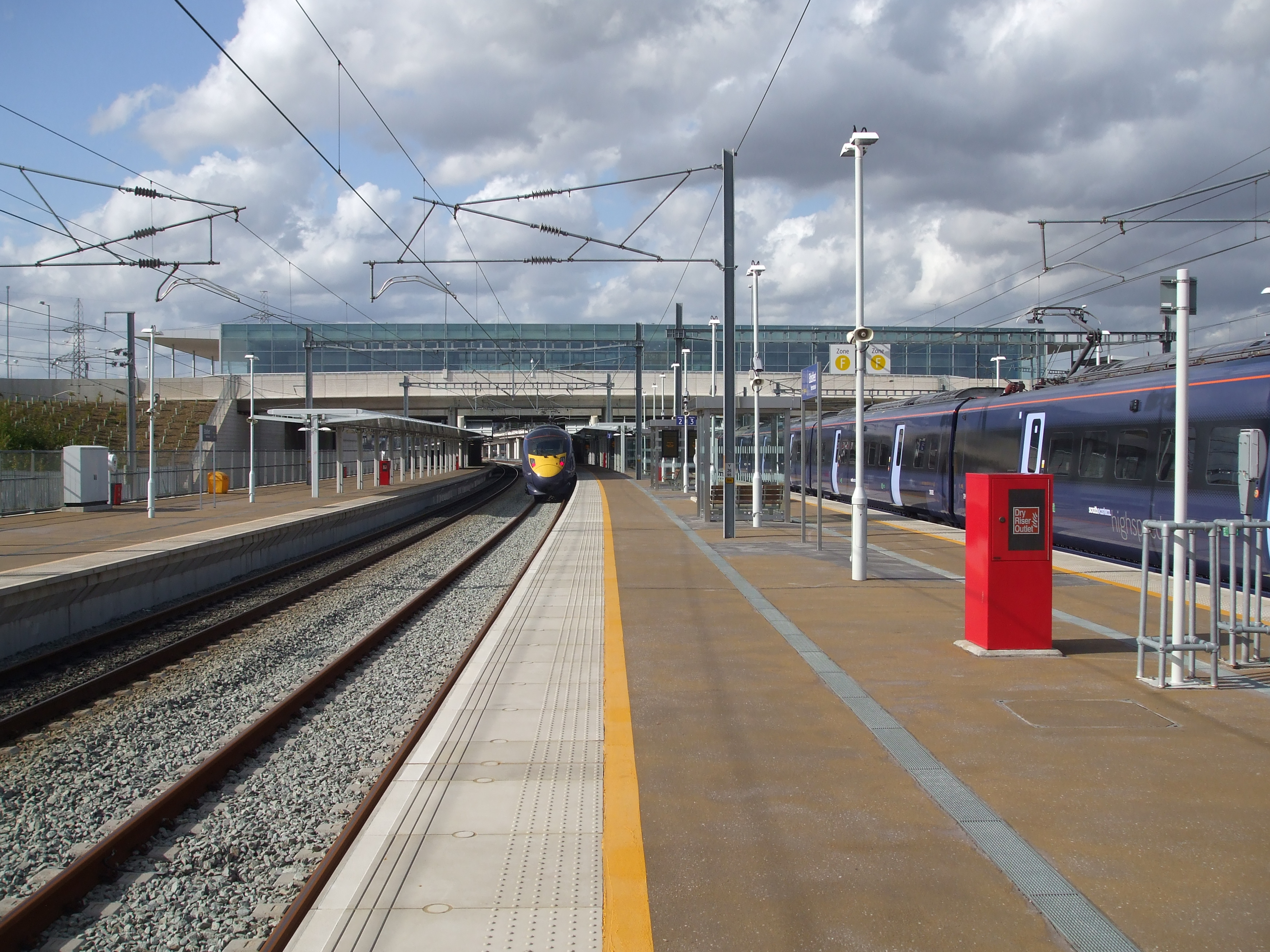
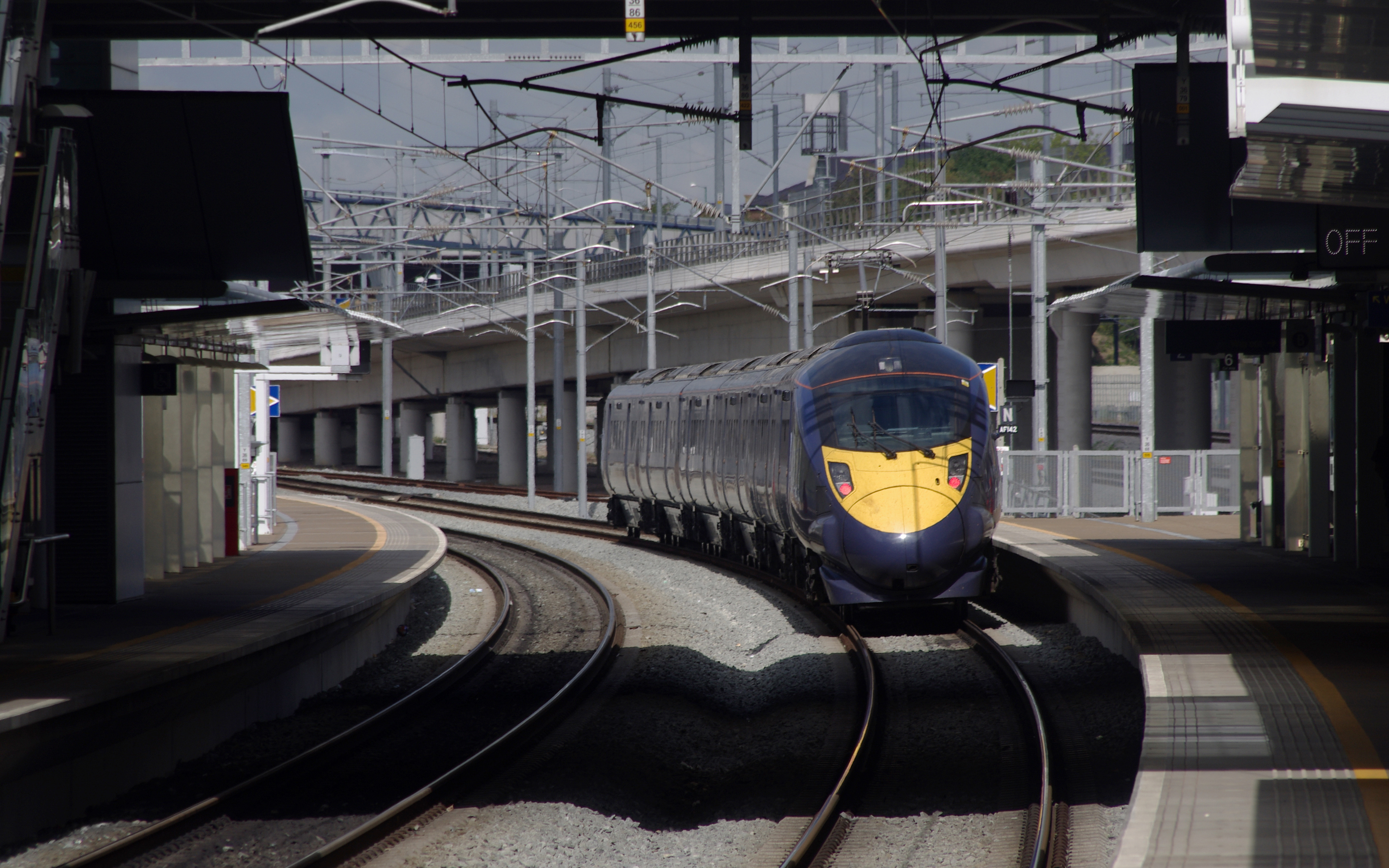
Een Javelin trein vertrekt van het station